# Lijst van afkortingen voor wetten en regelingen
Dit is een lijst van afkortingen voor wetten en regelingendie over een Belgische (BE) of Nederlandse wet (NL) gaan. Dit kunnen wetten zijn die nog geldig zijn, of ingetrokken wetten.
Een Wet is een regeling. Andere regelingen zijn:
- Verdrag
- Koninklijk besluit
- Algemene maatregel van bestuur (Nederland) (AMvB)
- Ministeriële regeling
- Circulaire
- en zo zijn er nog meer

De in Wikipedia opgenomen wetten zijn géén overzicht van het positief recht, door de volgende oorzaken:
- het is onmogelijk om alle wetten hier op te nemen
- het is onmogelijk om alle wetswijzigingen hier bij te houden.

## Afkortingen van Nederlandse regelingen
In een Nederlandse wet komt zijn afkorting niet voor. Wel komt soms een afkorting van een wet voor in een wet of AMvB die naar die wet verwijst. Oudere regelingen gebruiken daarbij vaak hoofdletters, en nieuwere maar één hoofdletter, bijvoorbeeld de Wet herziening vrijwillige verzekering AOW en ANW (dit is de in die regeling vastgelegde citeertitel) van 2001, maar Besluit tegemoetkoming Anw-ers (idem) van 2006. Daarnaast worden in officiële toelichtingen vaak afkortingen van regelingen gebruikt, met, behoudens de genoemde wijziging, één uniforme afkorting per regeling, zodat gesproken kan worden van een semi-officiële afkorting.

### A
| Afkorting | Betekenis(sen)                                                                        |
| --------- | ------------------------------------------------------------------------------------- |
| AAW       | Algemene Arbeidsongeschiktheidswet (NL)                                               |
| ABW       | Algemene bijstandswet (1965-2004, vervangen door WWB) (NL)                            |
| AKW       | Algemene Kinderbijslagwet (NL)                                                        |
| AMvB      | Algemene maatregel van bestuur (Nederland)                                            |
| Anw       | Algemene nabestaandenwet (NL)                                                         |
| AOW       | Algemene Ouderdomswet (NL)                                                            |
| APK       | Algemene periodieke keuring (NL)                                                      |
| ARAB      | Algemeen Reglement voor de Arbeidsbescherming (BE)                                    |
| ARAR      | Algemeen Rijksambtenarenreglement (NL)                                                |
| Ai        | Ambtsinstructie Politie, Koninklijke Marechaussee en andere opsporingsambtenaren (NL) |
| Arbowet   | Arbeidsomstandighedenwet (NL)                                                         |
| Aw        | Auteurswet (NL)                                                                       |
| Awb       | Algemene wet bestuursrecht (NL)                                                       |
| AWBZ      | Algemene Wet Bijzondere Ziektekosten (NL)                                             |
| AWR       | Algemene wet inzake rijksbelastingen (NL)                                             |
| AWW       | Algemene Weduwen- en Wezenwet (vervangen door Anw) (NL)                               |

### B
| Afkorting  | Betekenis(sen)                                                              |
| ---------- | --------------------------------------------------------------------------- |
| BAG        | Basisregistratie Adressen en Gebouwen (2008) (NL)                           |
| BAPO       | Bevordering Arbeidsparticipatie Ouderen (NL)                                |
| BBSH       | Besluit Beheer Sociale Huursector (NL)                                      |
| Bevi       | Besluit externe veiligheid inrichtingen (NL)                                |
| BHW        | Besluit huurprijzen woonruimte (NL)                                         |
| BIBOB      | Bevordering Integriteitsbeoordelingen door het Openbaar Bestuur (2002) (NL) |
| BIG        | Beroepen in de Individuele Gezondheidszorg (1993) (NL)                      |
| BKH        | Besluit kleine herstellingen (NL)                                           |
| BKR        | Beeldende Kunstenaars Regeling, Beeldendekunstenaarsregeling (NL)           |
| Bopz       | Bijzondere opnemingen in psychiatrische ziekenhuizen (1994) (NL)            |
| BRI        | Basisregistratie Inkomen                                                    |
| BS         | Besluit servicekosten (NL)                                                  |
| BTW en btw | belasting over de toegevoegde waarde (BE/NL)                                |
| BVR        | Besluit van de Vlaamse regering (BE)                                        |
| BW         | Burgerlijk Wetboek (BE/NL)                                                  |

### C
| Afkorting | Betekenis(sen)                  |
| --------- | ------------------------------- |
| cao       | collectieve arbeidsovereenkomst |
| CFI       | Centrale Financiën Instellingen |

### E
| Afkorting | Betekenis(sen) |
| --------- | -------------- |

### F
| Afkorting | Betekenis(sen)                                                              |
| --------- | --------------------------------------------------------------------------- |
| FinBES    | Wet financiën openbare lichamen Bonaire, Sint Eustatius en Saba (2010) (NL) |
| FLO       | functioneel leeftijdsontslag                                                |
| FPU       | Flexibel Pensioen en Uittreden                                              |
| Fw        | Faillissementswet (NL)                                                      |

### G
| Afkorting | Betekenis(sen)                                             |
| --------- | ---------------------------------------------------------- |
| GAK       | Gemeenschappelijk Administratiekantoor (1952-2002) (NL)    |
| GBLT      | Gemeenschappelijk Belastingkantoor Lococensus-Tricijn (NL) |

### H
| Afkorting | Betekenis(sen)                 |
| --------- | ------------------------------ |
| HPW       | Huurprijzenwet Woonruimte (NL) |
| Hvb       | Huisvestingsbesluit (NL)       |
| Hvw       | Huisvestingswet (NL)           |
| Hw        | Huurwet (NL)                   |

### I
| Afkorting | Betekenis(sen)                                                              |
| --------- | --------------------------------------------------------------------------- |
| IB 2001   | Wet inkomstenbelasting 2001 (NL)                                            |
| IBES      | Invoeringswet openbare lichamen Bonaire, Sint Eustatius en Saba (2010) (NL) |

### J
| Afkorting | Betekenis(sen) |
| --------- | -------------- |

### K
| Afkorting | Betekenis(sen)     |
| --------- | ------------------ |
| K.B.      | Koninklijk Besluit |

### L
| Afkorting | Betekenis(sen)     |
| --------- | ------------------ |
| Lw        | Leegstandswet (NL) |
| LW69      | Leerplichtwet      |

### M
| Afkorting | Betekenis(sen) |
| --------- | -------------- |

### N
| Afkorting | Betekenis(sen) |
| --------- | -------------- |

### O
| Afkorting | Betekenis(sen)               |
| --------- | ---------------------------- |
| Opw       | Opiumwet                     |
| ozb       | onroerendezaakbelasting (NL) |
| Ow        | Omgevingswet (NL)            |

### P
| Afkorting | Betekenis(sen) |
| --------- | -------------- |
| Pw        | Pachtwet (NL)  |

### Q
| Afkorting | Betekenis(sen) |
| --------- | -------------- |

### R
| Afkorting | Betekenis(sen)                               |
| --------- | -------------------------------------------- |
| RO        | Wet op de rechterlijke organisatie (NL)      |
| Rv        | Wetboek van Burgerlijke Rechtsvordering (NL) |
| RWN       | Rijkswet op het Nederlanderschap (NL)        |

### S
| Afkorting | Betekenis(sen)          |
| --------- | ----------------------- |
| StuFi     | studiefinanciering (NL) |

### T
| Afkorting | Betekenis(sen)                                               |
| --------- | ------------------------------------------------------------ |
| tbs       | Terbeschikkingstelling (NL)                                  |
| TOAH      | Tijdelijk onderwijs aan huis                                 |
| TOG       | Tegemoetkoming ouders van thuiswonende gehandicapte kinderen |
| TSZ       | Tegemoetkoming specifieke zorgkosten                         |

### U
| Afkorting | Betekenis(sen)                             |
| --------- | ------------------------------------------ |
| UHW       | Uitvoeringswet huurprijzen woonruimte (NL) |

### V
| Afkorting | Betekenis(sen)                             |
| --------- | ------------------------------------------ |
| VUT       | Vervroegde uittreding (NL)                 |
| Vpb 1969  | Wet op de vennootschapsbelasting 1969 (NL) |

### W
| Afkorting  | Betekenis(sen)                                                                             |
| ---------- | ------------------------------------------------------------------------------------------ |
| W.A. of WA | Wettelijke aansprakelijkheid                                                               |
| WABM       | Wet algemene bepalingen milieuhygiëne (1979-1993) (NL)                                     |
| Wabo       | Wet algemene bepalingen omgevingsrecht (2008) (NL)                                         |
| Wajong     | Wet werk en arbeidsondersteuning jonggehandicapten (NL)                                    |
| Walvis     | Wet administratieve lastenverlichting en vereenvoudiging in socialeverzekeringswetten (NL) |
| WAM        | Wet aansprakelijkheidsverzekering motorrijtuigen (1963) (NL)                               |
| WAO        | Wet op de arbeidsongeschiktheidsverzekering (1966) (NL)                                    |
| WAT        | Wet op de architectentitel (1987) (NL)                                                     |
| Waz        | Wet arbeidsongeschiktheidsverzekering zelfstandigen (1997) (NL)                            |
| Wazo       | Wet arbeid en zorg (2001) (NL)                                                             |
| Wbbbg      | Wet buitengewone bevoegdheden burgerlijk gezag (1996) (NL)                                 |
| WBO        | Wet op het bevolkingsonderzoek                                                             |
| Wbp        | Wet bescherming persoonsgegevens (NL)                                                      |
| WBSO       | Wet Bevordering Speur- en Ontwikkelingswerk (NL)                                           |
| WEB        | Wet educatie en beroepsonderwijs (NL)                                                      |
| WER        | Wetboek van Economisch Recht (BE)                                                          |
| Wet MOT    | Wet melding ongebruikelijke transacties (NL)                                               |
| Wet WOZ    | Wet waardering onroerende zaken (NL)                                                       |
| Wft        | Wet op het financieel toezicht (NL)                                                        |
| WGR        | Wet Gemeenschappelijke Regelingen (1950-1984) (NL)                                         |
| Wgr        | Wet gemeenschappelijke regelingen (1984-) (NL)                                             |
| WHC        | Wet van 23 december 2009 tot wijziging van de Uitvoeringswet huurprijzen woonruimte (NL)   |
| WHV        | Wet herverdeling wegenbeheer (1992) (NL)                                                   |
| WHW        | Wet op het hoger onderwijs en wetenschappelijk onderzoek (1992) (NL)                       |
| WIA        | Wet Werk en Inkomen naar Arbeidsvermogen (2005) (NL)                                       |
| WION       | Wet informatie-uitwisseling ondergrondse netten (2008) (NL)                                |
| Wiv 2002   | Wet op de inlichtingen- en veiligheidsdiensten 2002 (NL)                                   |
| Wiv 2017   | Wet op de inlichtingen- en veiligheidsdiensten 2017 (NL)                                   |
| WKA        | Wet ketenaansprakelijkheid (NL)                                                            |
| WKCZ       | Wet klachtrecht cliënten zorgsector (1995) (NL)                                            |
| W.Kh.      | Wetboek van Koophandel (BE)                                                                |
| Wlz        | Wet langdurige zorg                                                                        |
| WMO        | Wet medisch-wetenschappelijk onderzoek met mensen (1998) (NL)                              |
| Wmo 2015   | Wet maatschappelijke ondersteuning (2015) (NL)                                             |
| Wnt        | Wet normering topinkomens (2012) (NL)                                                      |
| WOB        | Wet openbaarheid van bestuur (1980) (NL)                                                   |
| WOHV       | Wet op het overleg huurders verhuurder (NL)                                                |
| WolBES     | Wet openbare lichamen Bonaire, Sint Eustatius en Saba (2010) (NL)                          |
| WOO        | Wet open overheid (2022) (NL)                                                              |
| WOR        | Wet op de ondernemingsraden (1971) (NL)                                                    |
| Wp2000     | Wet personenvervoer 2000 (NL)                                                              |
| WRO        | Wet op de Ruimtelijke Ordening (1965-2008) (NL)                                            |
| Wro        | Wet ruimtelijke ordening (2008-) (NL)                                                      |
| Wsnp       | Wet schuldsanering natuurlijke personen (1998-) (NL)                                       |
| Wta        | Wet toezicht accountantsorganisaties                                                       |
| WTU-BES    | Wet toelating en uitzetting BES (2010) (NL)                                                |
| Wvggz      | Wet verplichte geestelijke gezondheidszorg (NL)                                            |
| WVGS       | Wet vervoer gevaarlijke stoffen (1995) (NL)                                                |
| WvK        | Wetboek van Koophandel (NL)                                                                |
| WVMK       | Wet voorkoming misbruik chemicaliën (1995) (NL)                                            |
| WvS        | Wetboek van Strafrecht (ook: W.v.Str.; WvSr; Sr)                                           |
| WVW        | Wegenverkeerswet 1994 (NL)                                                                 |
| Wonw       | Woningwet (NL)                                                                             |
| WW         | Werkloosheidswet (1986) (NL)                                                               |
| Wwft       | Wet ter voorkoming van witwassen en financieren van terrorisme                             |
| Wwik       | Wet werk en inkomen kunstenaars (2004) (NL)                                                |
| WWB        | Wet werk en bijstand (2003) (NL)                                                           |
| WWM        | Wet wapens en munitie                                                                      |
| WWZ        | Wet werk en zekerheid (NL)                                                                 |
| Wzd        | Wet zorg en dwang (NL)                                                                     |

### X
| Afkorting | Betekenis(sen) |
| --------- | -------------- |

### Y
| Afkorting | Betekenis(sen) |
| --------- | -------------- |

### Z
| Afkorting | Betekenis(sen)                  |
| --------- | ------------------------------- |
| ZFW       | Ziekenfondswet (1964-2005) (NL) |
| ZW        | Ziektewet (1913) (NL)           |
| Zvw       | Zorgverzekeringswet (2005) (NL) |